# Pink Floyd: The Wall
Pink Floyd: The Wall (originální název Pink Floyd The Wall) je hudební film z roku 1982 od režiséra Alana Parkera založený na albu The Wall od rockové skupiny Pink Floyd, jež bylo vydáno v roce 1979. Námět a scénář pochází od tehdejšího lídra kapely, zpěváka a baskytaristy Rogera Waterse. Jedná se o snímek silně metaforický, který je bohatý na symbolické záběry. Ve filmu nejsou téměř žádné dialogy, děj filmu je vyprávěn pomocí textů hudebních skladeb.
Snímek Pink Floyd: The Wall obsahuje 15 minut animovaných sekvencí od politického karikaturisty a kreslíře Geralda Scarfa včetně záběrů na německé bombardování Spojeného království za druhé světové války, jež se odehrává ve skladbě „Goodbye Blue Sky“.

## ProjektThe Wall
Film Pink Floyd: The Wall je třetí částí projektu, který Pink Floyd zahájili v roce 1978. Tehdejší baskytarista a zpěvák skupiny Roger Waters předložil ostatním členům koncepci alba The Wall, jež bylo vydáno na podzim roku 1979. Jednalo se o dvojalbum a zároveň rockovou operu, která vypráví o hudebníkovi, plným jménem Pink Floyd, jenž se kvůli svým zážitkům z dětství (ztráta otce, ponižování učitelů,…) i pozdějšího života (nevěra manželky) postupně izoluje od okolní společnosti a především svých fanoušků, staví si kolem sebe za každý zraňující zážitek stále rostoucí pomyslnou zeď („the wall“).
Celý příběh byl pro Waterse, hlavního autora projektu, částečně autobiografický. Vycházel ze svých vzpomínek a některé osudy Pinka se shodují s jeho reálným životem (z nichž nejvýraznější je ztráta otce za války). Řada jiných prvků byla inspirována bývalým členem kapely Sydem Barrettem (např. demolice hotelového pokoje), tak i pocity odcizení a ztráty kontaktu s fanoušky, které celá kapela pociťovala během turné In the Flesh v obrovských stadionech k jejich předchozímu albu Animals. Právě události na tomto turné (především incidentem na montrealském koncertě) inicializovaly původní Watersovu myšlenku The Wall, myšlenku zdi oddělující kapelu od fanoušků, zdi oddělující člověka od společnosti. Název tohoto turné dal také jméno dvěma skladbám z alba; skladba „In the Flesh?“ otevírající první disk a „In the Flesh“ uprostřed druhého disku.
Na studiové album navázaly v letech 1980 a 1981 mohutné koncerty v Los Angeles, New Yorku, Londýně a Dortmundu, které kromě klasického hudebního zážitku přinesly návštěvníkům i netradiční pohled na zeď z kartonových krabic, která během koncertu rostla, až diváky zcela oddělila od kapely. Výjimkou nebyly ani menší dramatické výstupy členů skupiny, různé pyrotechnické efekty, animované záběry promítané na postavenou zeď a velké nafukovací postavy. Z těchto vystoupení byly pořízeny audiozáznamy, živé album Is There Anybody Out There? The Wall Live 1980-81 vyšlo v roce 2000.
Natáčení filmu Pink Floyd: The Wall začalo krátce po ukončení koncertů v roce 1981, 7. září téhož roku. Snímek vychází z alba i koncertní verze, některé skladby ale byly vypuštěny („Hey You“ a „The Show Must Go On“), jiné znovu nahrány s odlišným aranžmá („Mother“, „Bring the Boys Back Home“ a „Outside the Wall“, pro „In the Flesh“ byl nahrán nový zpěv Boba Geldofa, představitele Pinka) či přehozeny v pořadí. Nově se objevila skladba „When the Tigers Broke Free“, která byla vydaná v roce 1982 i jako singl.

## Děj filmu
Celý film pojednává o izolovanosti člověka, jeho pocitech, depresích, bezúčelnosti všedních dnů, o „zdi“, kterou si kolem sebe buduje. Film sleduje zpěváka Pinka v jeho pokoji před důležitým koncertem.
Ve vzpomínkách se Pink vrací do důležitých okamžiků svého života. Vzpomíná na svého otce, vojáka zabitého ve druhé světové válce, až příliš starostlivou a pečovatelskou matku, týrání žáků učiteli ve škole a další výjevy. Každá taková událost, která způsobí Pinkovi bolest, je popsána jako „další cihla ve zdi“ („another brick in the wall“). Pink si tak postupně staví kolem své mysli pomyslnou zeď, izoluje se od okolí a po přidání posledních cihel se postupně propadá do šílenství, stává se z něj absolutní vládce, diktátor, Vůdce (paralela k Adolfu Hitlerovi) s následovníky, jež tvoří angličtí skinheadi. Poté ale Pink upadá do letargie a v jeho mysli probíhá soudní proces („the trial“), ve kterém jej tribunál odsoudí ke stržení ochranné zdi.
Ve filmu jsou také ztvárněny sebedestruktivní nálady hlavního hrdiny inspirované původním členem Pink Floyd, Sydem Barrettem, který odešel z kapely kvůli psychickým problémům, kdy například zíral při koncertě na neurčité místo a hrál na jednu kytarovou strunu, vyholil si obočí apod.

## Vydání
Poprvé byl film Pink Floyd: The Wall promítán jako mimosoutěžní snímek na festivalu v Cannes 23. května 1982. Světová premiéra se uskutečnila v Londýně 14. července téhož roku. V Česku byl snímek poprvé promítán 8. června 1995.
Na VHS byl snímek vydán již v roce 1983, první DVD bylo vydáno v roce 1999. K 25. výročí vydání alba The Wall byl film vydán na DVD v roce 2004 v limitované edici s bonusy (např. komentáře Rogera Waterse a Geralda Scarfa, dokument The Other Side Of The Wall, a další).